# Église Saint-Étienne d'Elbeuf
Pour les articles homonymes, voir Église Saint-Étienne et Saint-Étienne (homonymie).
L'église Saint-Étienne d'Elbeuf est une église catholique située à Elbeuf, en France.

## Historique

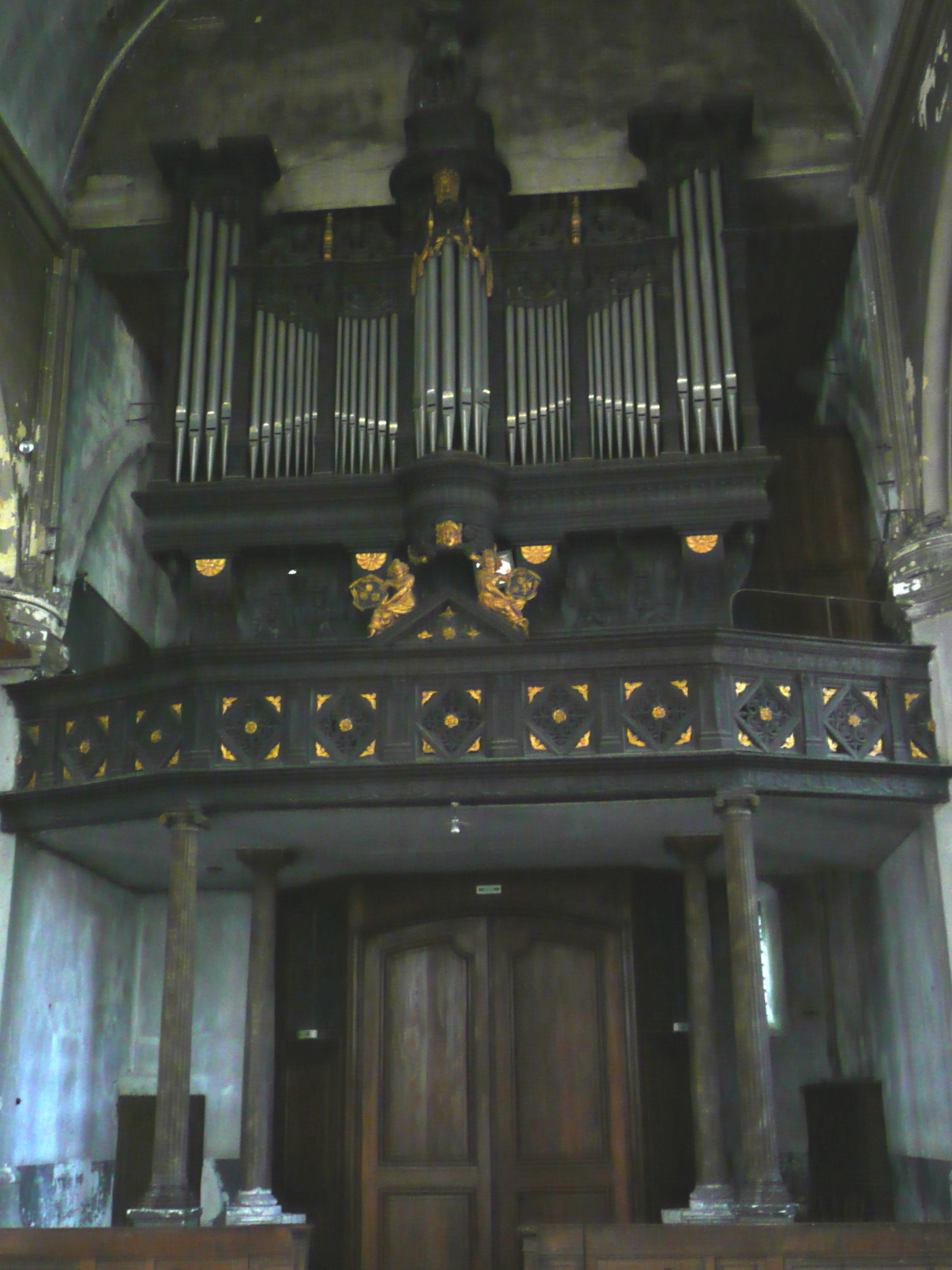
L'orgue.

L'église est dédiée à saint Étienne. Elle a été reconstruite en 1517.
L'édifice fait l'objet d’un classement au titre des monuments historiques depuis le 8 avril 1930.

## Architecture
Tout l'édifice se compose de trois vaisseaux parallèles dessous de trois toits parallèles.
Le chœur a une coupe transversale basilicale, mais la nef est une église-halle.
Le chœur central est gothique et couvert avec une toiture de tuiles vernissées. Le clocher à tour carrée fut construit au XVIIIe siècle.